# NPO 2
«NPO 2» — нидерландский общественный телеканал. Входит в NPO.

## История
Канал начал вещание в октябре 1964 года. До 19 августа 2014 года назывался «Nederland 2», в 1990-2000 годах — «TV2».

## Аудитория
По состоянию на ноябрь 2014 года с долей аудитории 5,6% это пятый самый смотримый телеканал Нидерландов.